# Hello you! (tijdschrift)
Hello you! was een educatief Nederlands tijdschrift voor kinderen, dat van 1987 tot 2007 werd uitgegeven door Malmberg. Het blad werd geschreven in een mix van Nederlands en Engels en had tot doel om kinderen van 10 tot 14 jaar op een leuke manier kennis te laten maken met de Engelse taal.
In het blad stonden strips, moppen, puzzels en informatie over sport, games, popsterren en dieren. Een van de gebruikelijke rubrieken was "Book Film Video", met weetjes over de nieuwste films en boeken. In elk nummer zat bovendien een poster van een filmster of een wild dier. Om kinderen te helpen bij de betekenis en uitspraak van Engelse woorden stond langs de zijkant van elke pagina een woordenlijst.